# Abborrtjärnarna (Laxsjö socken, Jämtland)
Abborrtjärnarna är en sjö i Krokoms kommun i Jämtland och ingår i Indalsälvens huvudavrinningsområde.